# Ludwik Bartłomiej Szołdrski
Ludwik Bartłomiej Szołdrski herbu Łodzia (ur. 1675 w Czempiniu, zm. 18 kwietnia 1749 tamże) – starosta generalny Wielkopolski, kasztelan gnieźnieński, wojewoda inowrocławski, wojewoda kaliski, wojewoda poznański.

## Życiorys

### Życie prywatne
Pochodził z rodziny szlacheckiej. Urodził się jako syn Andrzeja (zm. 1703), kasztelana biechowskiego i Zofii Radomickiej, córki Kazimierza Władysława, kasztelana kaliskiego. Wnuk Stanisława Szołdrskiego (zm. 1645), sędziego grodzkiego poznańskiego. Prawnuk Macieja Szołdrskiego (zm. 1627), pisarza ziemskiego poznańskiego.
Poślubił Mariannę Bogumiłę Unrug (zm. 1754). Z małżeństwa urodziło się troje synów i cztery córki. Z nich troje zmarło we wczesnej młodości. Pozostali: Franciszka Cecylia Szołdrska (1714-1745), żoną Macieja Ponińskiego (zm. 1758), stolnika wschowskiego; Wiktoria Ludwika Rozalia Szołdrska (zm. 1775), żona Jana Prospera Załuskiego (zm. 1745), podkomorzego nadwornego koronnego; Władysław Józef Szołdrski (1703-1757), wojewoda inowrocławski; Stefan Maciej Szołdrski (1702-1737), starosta łęczycki.

### Pełnione urzędy i zasługi
Początkowo pełnił obowiązki stolnika wschowskiego (1710) i chorążego poznańskiego (1711-1717). W latach 1720–1722 pełnił obowiązki kasztelana gnieźnieńskiego. W latach 1722–1729 sprawował urząd wojewody kaliskiego, następnie na stanowisku wojewody inowrocławskiego (1729-1748) i wojewody poznańskiego (od 1748). Był starostą generalnym Wielkopolski.
Był konsyliarzem województwa poznańskiego w konfederacji sandomierskiej 1704 roku.
Był członkiem konfederacji generalnej zawiązanej 27 kwietnia 1733 roku na sejmie konwokacyjnym.
10 lipca 1737 roku podpisał we Wschowie konkordat ze Stolicą Apostolską.
Sławę i uznanie uzyskał jako czynny w działaniu polityk i urzędnik państwowy. Brał udział w sejmiku w Środzie 7 stycznia 1710 roku. Za zasługi otrzymał Order Orła Białego.